# Stanisław Rischka
Stanisław Rischka (ur. 10 września 1906 w Tarnopolu, zm. w kwietniu 1981 w Gdyni) – polski działacz turystyczny, popularyzator turystyki kajakowej.
Edukację w szkole powszechnej i gimnazjum odbył we Lwowie, a w 1931 na Uniwersytecie Jana Kazimierza uzyskał dyplom magistra praw. Pracował w bankowości.
Na początku lat 30. XX w. zafascynował się sportem kajakowym. Od 1935 był członkiem Polskiego Związku Kajakowego, działał w jego lwowskim oddziale. Odbywał wyprawy turystyczne (np. szlakiem Brdy, a w 1934 po Dźwinie z Dyneburga do Rygi), startował też w zawodach sportowych. Zajmował czołowe lokaty w mistrzostwach Polski (w tym kilkakrotnie pierwsze miejsce) w dwu- i jednoosobowych kajakach składanych. W 1936 towarzyszył polskim kajakarzom na igrzyskach olimpijskich w Berlinie, większość trasy pokonując kajakiem. Z Niemiec przywiózł jednoosobowy kajak składany firmy Klepper, któremu nadał imię "Amicus"; odbywał na nim szereg wypraw turystycznych, wiele z nich poza Polską. W 1937 pływał po jeziorach i rzekach Szwecji. W czerwcu 1938 był prawdopodobnie pierwszym Polakiem, który na kajaku opłynął norweskie fiordy Oslofiord, Hardagerfiord i Sognefiord. 
Po II wojnie światowej osiedlił się w Trójmieście, gdzie prowadził warsztat szklarski, ale przede wszystkim był aktywistą turystyki kajakowej. Wspólnie z prof. Stanisławem Szymborskim zakładał Klub Kajakowo-Żeglarski "Huragan". Był także założycielem i przewodniczącym (w latach 1946–1950) oddziału gdyńskiego Polskiego Związku Kajakowego. Działał w klubie wodnym "Żabi Kruk", który nadał mu godność członka honorowego. Przeprowadził w ramach działalności klubowej szereg pokazów slajdów ze swoich wypraw, a w 1967 na łamach biuletynu związkowego "Kajak i My" ogłosił wspomnienia z przedwojennej walki o medale mistrzostw Polski na rzece Czeremosz. Miał uprawnienia instruktora kajakarstwa oraz sędziego Polskiego Związku Kajakowego (po 1945 potwierdził przedwojenne uprawnienia, w 1947 znalazł się na liście sędziów związkowych, w 1950 na liście sędziów z uprawnieniami międzynarodowymi). Był działaczem Komisji Wodnej gdańskiego oddziału Polskiego Towarzystwa Turystyczno-Krajoznawczego. Miał tytuł Pioniera Kajakarstwa Polskiego i przodownika turystyki kajakowej.
W 1965 gościł w swoim domu w Sopocie czołowych działaczy kajakowego ruchu turystycznego na wspominanej później zabawie sylwestrowej.